# ماسیمو دوناتی (دوچرخه‌سوار)
ماسیمو دوناتی (ایتالیایی: Massimo Donati؛ زادهٔ ۱۸ ژانویهٔ ۱۹۶۷) دوچرخه‌سوار اهل ایتالیا است.